# Gornji Rujani
Gornji Rujani är en ort i Bosnien och Hercegovina.   Den ligger i entiteten Federationen Bosnien och Hercegovina, i den västra delen av landet, 130 km väster om huvudstaden Sarajevo. Gornji Rujani ligger 725 meter över havet och antalet invånare är 394.
Terrängen runt Gornji Rujani är huvudsakligen kuperad, men åt nordost är den bergig.Närmaste större samhälle är Orguz, 15,1 km sydost om Gornji Rujani. 
Trakten runt Gornji Rujani består till största delen av jordbruksmark. Runt Gornji Rujani är det ganska tätbefolkat, med 93 invånare per kvadratkilometer.